# Alevité

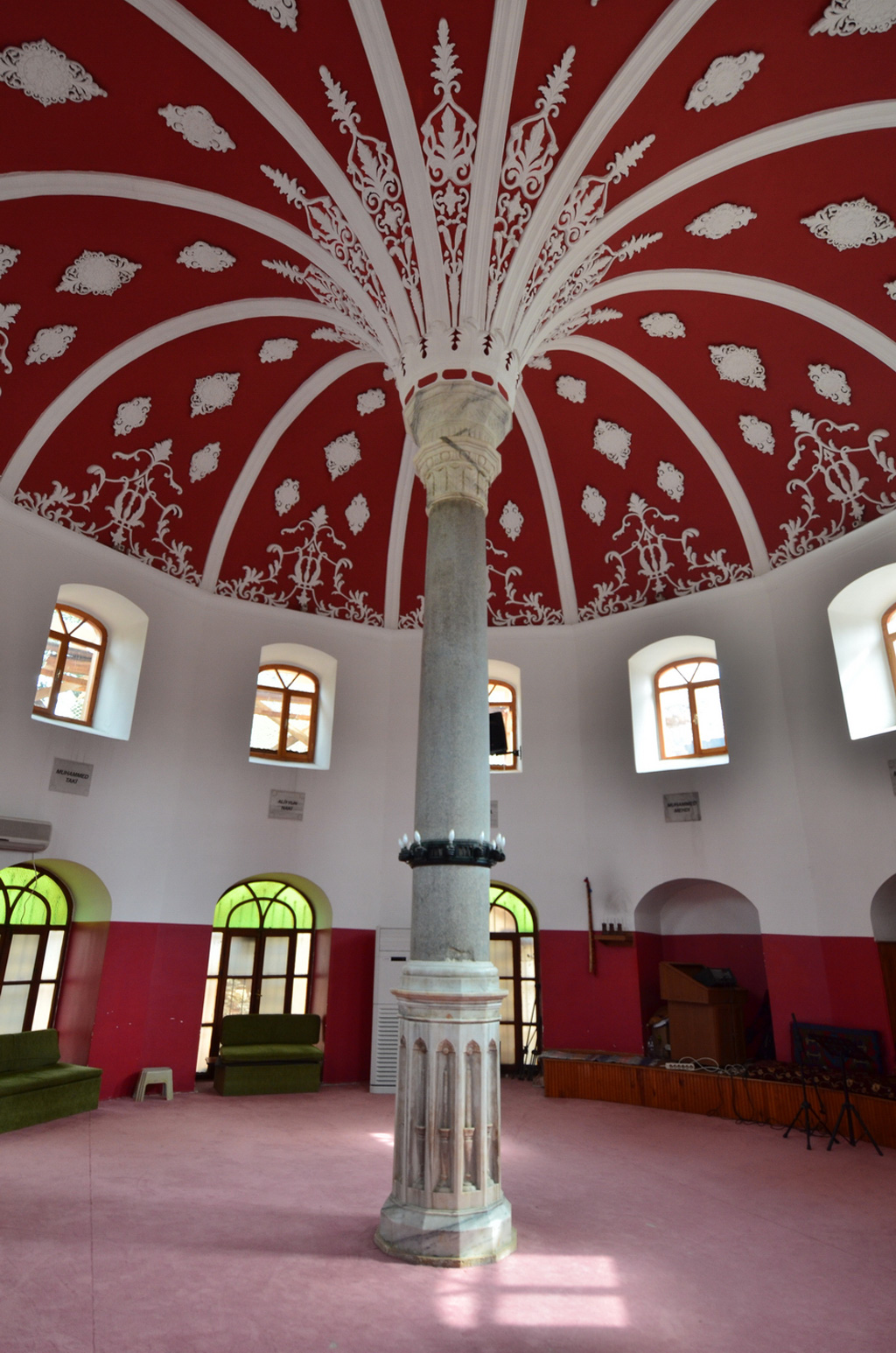
Interier staré alevitské modlitebny

Alevité patří mezi odnož šíitského islámu, žijí především v Turecku (tvoří zhruba 20 % obyvatel Turecka).

## Náboženský život
Pro některé badatele představují alevité vlastně synkretistický směr, zahrnující kromě islámu také prvky křesťanství a islámské mystiky, jakož i dalších náboženství. Alevité nemají mešity, nemodlí se pětkrát denně, neuznávají právo šaría, nepostí se během ramadánu, pouť do Mekky není pro ně povinná. Ženy si nezahalují vlasy. Nepraktikují obřízku. Nedodržují tedy (alespoň ne povinně) pět pilířů islámu. Obřady (nazývané cem) se konaly obvykle ze čtvrtka na pátek, setkávání probíhá v některém domě člena komunity, tento dům musí být předtím rituálně očištěn. Při obřadu jsou rituální tance, samotného rituálu se mohly účastnit pouze manželské páry. V současné době jsou obřady spíše výrazem nostalgie. Dodržovány jsou pohřební obřady. Přetrvávající politická situace v Turecku způsobuje, že alevité jsou pokládáni za muslimy a jejich kultura je spíše potlačována. Abyste se stali alevitem, musíte se narodit alevitské matce nebo otci.

## Věrouka
Víra alevitů se zakládá na kultu Hadžiho Bektáše Velího, který je považován za zakladatele řádu bektášíja. 

## Náboženská tolerance
V Turecku jsou alevité částečně diskriminováni. Řada z nich tak žije v exilu. Mezi případy nesnášenlivosti vůči Alevitům v Turecku patří např. brutální Sivaský masakr. 

## Rozšíření

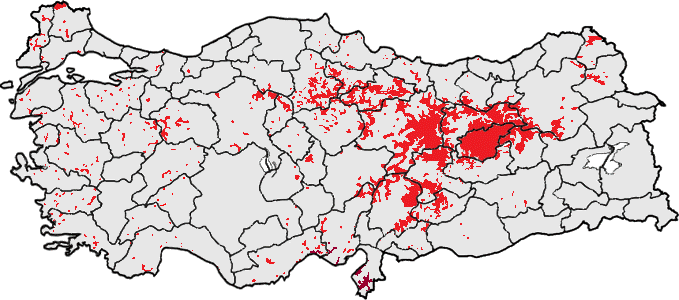
Alevité v Turecku

Počet alevitů nelze z důvodu absence přesných statistik přesně stanovit. Někteří se ke své víře veřejně nepřiznávají a část se asimilovala. Navzdory univerzálnosti alevitské víry (na rozdíl od ostatního islámu) neznají konverzi k alevitismu. Odhady se pohybují mezi 10 milióny až celosvětově 25 milióny věřících.
Alevitské komunity jsou soustředěny ve Střední Anatolii a Thrákii, zvláště pak ve východním Turecku v pásu mezi městy Çorum na západě a Muş na východě. Jedinou tureckou provincií s nadpoloviční většinou alevitského obyvatelstva je provincie Tunceli (dříve nazývaná Dersim). V Turecku jsou celkem 4382 obce s nadpoloviční většinou alevitského obyvatelstva. Z toho je 3929 vesnic, 334 nábožensky smíšené vesnice, 92 města, 16 nábožensky smíšených měst, 9 alevitských okresních měst a 2 hlavní města provincií. Z odhadu 12,5 miliónu alevitů se asi 2,9 miliónu asimilovalo.
Na počátku 60. let 20. století odešlo mnoho původních alevitů do velkých měst západního a jižního Turecka a západní Evropy, kde se silně urbanizovali. Federace alevitských svazů v Evropě tvoří zájmové zastoupení v Evropě.
Většina alevitů jsou Turci a Turkmeni, menšinu z nich tvoří Kurdové, Zazové a Azerové.
Nadto existují komunity v některých oblastech Íránského Ázerbájdžánu. Město Ilchči (persky ايلخچي‎), které leží 87 km jihozápadně od íránského města Tabríz, je takřka celé osídleno alevity. V Řecku žije asi 3000 alevitů v západní Thrákii. V Bulharsku je několik desítek tisíc bektašských alevitů, kteří jsou označovaní jako Aliani a Kizilbaši. Další menšina žije na Kypru.